# 尚すみれ
尚 すみれ（しょう すみれ、10月25日生）は、宝塚歌劇団の元雪組男役スターで元雪組副組長。現在は歌劇団振付家。兵庫県宝塚市出身。

## 略歴
- 母は宝塚歌劇団卒業生（16期生・男役）の玉川清子[1]。退団後は宝塚市内でバレエスクールを開いていた。また、叔母（玉川の妹）2人も宝塚歌劇団卒業生である（21期生の槇蓉子と27期生の霞千恵子）。その影響もあり幼いころからバレエやダンス、そして宝塚歌劇に親しんだ。
- 武庫川学院卒業後、1966年宝塚音楽学校に入学。1968年卒業。同年宝塚歌劇団に54期生として入団。同期生に筑前琵琶奏者の上原まり、女優の順みつき、元月組組長の立ともみらがいる。花組公演『マイ・アイドル[2]』で初舞台を踏む。入団時の成績は59人中7位[2]。翌1969年7月7日[2]雪組に配属される。
- 当初の配属は雪組。小柄だがダンスの得意な男役として活躍。1975年に月組に組替え。『愛こそわがいのち』（東京公演のタイトルは『赤と黒』に変更）で新人公演初主演を果たす。
- 1976年にまた雪組へ組替え。そのため、第一次ベルばらブームの只中で4組すべてが上演した『ベルサイユのばら』に出演したことがない、という珍しい体験をしている（のちにツアー公演でジェローデルを演じた）。
- 二度目の雪組時代は、コメディから悪役までこなす演技派としても活躍。1981年には雪組副組長に就任。麻実れいトップ時代の雪組を手堅く支えた。
- 1985年11月30日付[2]で宝塚歌劇団を退団。最終出演公演の演目は『愛のカレードスコープ／アンド・ナウ!』[2]。
- 現在は歌劇団振付家として活躍する一方、母の残したバレエスタジオや宝塚音楽学校・宝塚コドモアテネでダンスやバレエを教えている。

## 宝塚歌劇団時代の主な舞台

### 第1次雪組時代
- 1969年10月、『能登の恋歌』／『ラブ・パレード』新人公演：ジャン刑事（本役：安奈淳）
- 1970年10月、『雪女』／『パレアナの微笑み』新人公演：ハミルトン（本役：順みつき）
- 1971年4月、『ペーター一世の青春』[注釈 1]ヘントリック、新人公演：副官アンドレイ（本役：順みつき）／『ジョイ!』[注釈 2]
- 1971年9月、『江戸ッ子三銃士』正吉、新人公演：中村新兵衛（本役：景千舟）／『サンライズ・アゲイン』
- 1972年6月、『星のふる街』竜二、新人公演：西行（本役：汀夏子）／『ジューン・ブライド』
- 1972年10月、『落ち葉のしらべ』幼い日の参吉、新人公演：栄次（本役：景千舟）／『ノバ・ボサ・ノバ』
- 1973年4月、『花吹雪』風之助[注釈 3]、乙彦[注釈 4]／『愛のラブソディ』（東京）
- 1973年12月、『たけくらべ』佐吉、新人公演：正太郎（本役：順みつき）／『ラブ・ラバー』スミレーラ
- 1974年5月、『若獅子よ立髪を振れ』池上新太郎／『インスピレーション』
- 1974年11月、『紅椿雪に咲く -義士外伝・毛利小平太-』神埼与五郎／『ファンキー・ジャンプ』

### 月組時代
- 1975年3月、『春の宝塚踊り』／『ラ・ムール・ア・パリ』エルラン、新人公演：ルイ（本役：叶八千矛）
- 1975年10月、『愛こそわがいのち[注釈 5]』ノルベール伯爵、新人公演：ジュリアン（本役：大滝子）／『イマージュ』　＊新人公演初主演
- 1976年5月、『スパーク＆スパーク』／『長靴をはいた猫』魔王オグレ

### 第2次雪組時代
- 1976年6月、『星影の人』井上源三郎／『Non, Non, No』
- 1977年2月、『鶯歌春』岳勝飛／『マンハッタン・ラブ』
- 1976年6月、『星影の人』井上源三郎／『ビバ タカラジェンヌ』
- 1977年7月、『あかねさす紫の花』中臣鎌足／『ザ・レビュー』
- 1978年1月、『風と共に去りぬ』フランク・ケネディ
- 1978年6月、『丘の上のジョニー』息子トミー／『センセーション!』
- 1978年9月、『ベルサイユのばら』（全国ツアー）ジェローデル
- 1979年1月、『春風の招待』ロベール／『ハロー!ホリデー』
- 1979年5月、『春風の招待』ロベール／『ファンキー・ジャンプ』（全国ツアー）
- 1979年8月、『朝霧に消えた人』田ノ浦半九郎 ／『オールマン・リバー』
- 1980年2月、『去りゆきし君がため』エンリコ
- 1980年5月、『ベルサイユのばら』（全国ツアー）ジェローデル
- 1980年8月、『クレイジーなそよ風』（バウ）鳥S
- 1980年10月、『花の舞拍子』／『青き薔薇の軍神』ボーフォール公爵
- 1981年1月、『恋の特ダネ』（バウ）ポール編集長
- 1981年5月、『彷徨のレクイエム』ペペル、ポール大公
- 1981年11月、『かもめ翔ぶ海』渡辺崋山／『サン・オリエント・サン』
- 1982年5月、『ジャワの踊り子』ハジ・タムロン
- 1982年11月、『パリ変奏曲』オックス／『ゴールデン・ドリーム』
- 1983年5月、『うたかたの恋』フリードリヒ公爵／『グラン・エレガンス』[注釈 6]
- 1983年8月、『ブルー・ジャスミン』アジュラーン／『ハッピーエンド物語』
- 1984年2月、『うたかたの恋』フリードリヒ公爵／『ハッピーエンド物語』（中日）
- 1984年3月、『風と共に去りぬ』エルシング夫人
- 1984年9月、『千太郎纏しぐれ』利吉／『フル・ビート』
- 1985年1月、『花夢幻』／『はばたけ黄金の翼よ』グリエモルモ伯爵
- 1985年6月、『愛のカレードスコープ』アラン／『アンド・ナウ!』
- 1985年9月、『はばたけ黄金の翼よ』グリエルモ伯爵／『フル・ビート』（全国ツアー）